# 甲子墩墓群
甲子墩墓群，位于中国甘肃省张掖市甘州区，为一个全国重点文物保护单位，类型为古墓葬。
甲子墩墓群的历史年代为汉代。